# Terehivka, Cernihiv
Terehivka (în ucraineană Терехівка) este localitatea de reședință a comunei Terehivka din raionul Cernihiv, regiunea Cernihiv, Ucraina.

## Demografie
Componența lingvistică a localității Terehivka
     Ucraineană (98,13%)
     Rusă (1,46%)
     Alte limbi (0,21%)
Conform recensământului din 2001, majoritatea populației localității Terehivka era vorbitoare de ucraineană (98,13%), existând în minoritate și vorbitori de rusă (1,46%).